# Peter Shalen
Peter B. Shalen (né en 1944) est un mathématicien américain, travaillant principalement en topologie de basse dimension. Il est le "S" dans la décomposition JSJ.

## Biographie
Il est diplômé du Stuyvesant High School en 1962 et obtient ensuite un BA du Harvard College en 1966 et son doctorat de l'Université Harvard en 1972. Après des postes à l'Université Columbia, l'Université Rice et au Courant Institute, il rejoint la faculté de l'Université de l'Illinois à Chicago.
Shalen est chercheur à la Sloan Foundation en mathématiques (1977-1979). En 1986, il est conférencier invité au Congrès international des mathématiciens à Berkeley, en Californie. Il est élu, en 2017, Fellow de l'American Mathematical Society "pour ses contributions à la topologie tridimensionnelle et pour l'exposition".

## Travaux
Son travail avec Marc Culler lie les propriétés des variétés de représentation des groupes hyperboliques de 3-variété aux décompositions de 3 variétés. Sur la base de ces travaux, Culler, Cameron Gordon, John Luecke et Shalen prouvent le théorème de la chirurgie cyclique. Un corollaire important du théorème est qu'au plus une opération de Dehn non triviale (+1 ou -1) sur un nœud peut aboutir à une variété 3 simplement connectée. C'est un élément important du théorème de Gordon-Luecke selon lequel les nœuds sont déterminés par leurs compléments. Ce document est souvent appelé "CGLS".
Avec John W. Morgan, il généralise son travail avec Culler, et infirme plusieurs résultats fondateurs de William Thurston.

## Publications
- Jaco, William H. et Shalen, Peter B., Seifert fibered spaces in 3-manifolds, Providence, American Mathematical Society, 1979 (ISBN 0-8218-2220-9)
- Shalen, Peter B. Separating, incompressible surfaces in 3-manifolds. Inventiones Mathematicae 52 (1979), no. 2, 105–126.
- Culler, Marc; Shalen, Peter B. Varieties of group representations and splittings of 3-manifolds. Annals of Mathematics (2) 117 (1983), no. 1, 109–146.
- Culler, Marc; Gordon, C. McA.; Luecke, J.; Shalen, Peter B. Dehn surgery on knots. Annals of Mathematics (2)  125  (1987), no. 2, 237–300.
- Morgan, John W.; Shalen, Peter B. Valuations, trees, and degenerations of hyperbolic structures. I. Ann. of Math. (2) 120 (1984), no. 3, 401–476.
- Morgan, John W.; Shalen, Peter B. Degenerations of hyperbolic structures. II. Measured laminations in 3-manifolds. Annals of Mathematics (2)  127  (1988), no. 2, 403–456.
- Morgan, John W.; Shalen, Peter B. Degenerations of hyperbolic structures. III. Actions of 3-manifold groups on trees and Thurston's compactness theorem. Annals of Mathematics (2)  127  (1988), no. 3, 457–519.